# فريدريك كروز
فريدريك كروز (بالإنجليزية: Frederick Crews)‏ (20 فبراير 1933 - 21 يونيو 2024) هو صحفي أمريكي أمريكي، من ولاية فيلادلفيا في الولايات المتحدة.

## وصلات خارجية
- فريدريك كروز على موقع الموسوعة البريطانية (الإنجليزية)